# Garra dulongensis
Garra dulongensis är en fiskart som först beskrevs av Chen, Pan, Kong och Yang 2006.  Garra dulongensis ingår i släktet Garra och familjen karpfiskar. Inga underarter finns listade i Catalogue of Life.